# Wilder Mann (Allgäuer Alpen)
Der Wilde Mann ist eine 2577 m ü. NHN hohe Kammerhebung des Hohen Lichts im Hauptkamm der Allgäuer Alpen. Er liegt nördlich des Steinschartenkopfes und südwestlich des Bockkarkopfes. In der Ostflanke des Wilden Mannes verläuft der Heilbronner Weg, von dem aus der Gipfel in wenigen Minuten unschwierig erreicht werden kann.
Nach Westen entsendet der Wilde Mann einen langen Grat, an dessen Fußpunkt das Wilde Männle stand. Das Wilde Mändle war ein kühner, über 30 Meter hoher Felsturm, der am 8. Mai 1962 der Verwitterung und einem Gewittersturm zum Opfer fiel. Heute zeugt nur mehr ein zerborstener Trümmerhaufen von seinem ehemaligen Standort.
In etwa einem Drittel Wandhöhe befindet sich in der Südwestwand des Wilden Mannes eine etwa 120 Meter tiefe, bis 40 Meter hohe Tropfsteinhöhle, deren Einstieg in ca. 10 Minuten unschwieriger Kletterei erreicht werden kann.